# Тучак, Оксана Григорьевна
Оксана Григорьевна Тучак (род. 27 марта 1973, Россия), в девичестве Андрусина, также известна как Аксель Мерт (тур. Aksel Mert) — российская и турецкая легкоатлетка, специалистка по метанию диска. Выступала на профессиональном уровне в 1996—2007 годах — за сборные России и Турции. Победительница и призёрка ряда крупных международных турниров, участница летних Олимпийских игр в Сиднее. Мастер спорта России международного класса.

## Биография
Оксана Андрусина родилась 27 марта 1973 года. Занималась лёгкой атлетикой в Краснодаре, проходила подготовку под руководством заслуженного тренера России Александра Владимировича Синицына. Представляла всероссийское физкультурно-спортивное общество «Динамо». Вышла замуж за краснодарского дискобола Игоря Тучака и взяла его фамилию.
Впервые заявила о себе на всероссийском уровне в сезоне 1996 года, когда в метании диска выиграла бронзовую и серебряную медали на соревнованиях в Сочи и Москве соответственно.
В 1997 году в той же дисциплине отметилась победой на турнире в Краснодаре, стала шестой на чемпионате России в Туле.
В 1998 году Оксана Тучак взяла бронзу на зимнем чемпионате России в Адлере. Представляя турецкий легкоатлетический клуб «Фенербахче», летом приняла турецкое спортивное гражданство, после чего прошла отбор в турецкую национальную сборную, в составе которой выступала под именем Аксель Мерт или Оксана Мерт. Так, в этом сезоне она заняла пятое место на Балканских играх в Белграде, выступила на чемпионате Европы в Будапеште.
В 1999 году заняла четвёртое место на зимнем чемпионате России в Сочи, тогда как на соревнованиях в Краснодаре получила серебро и установила ныне действующий рекорд Турции в метании диска — 64,25 метра. Метала диск на чемпионате мира в Севилье, в финал не вышла.
Представляла Турцию на летних Олимпийских играх 2000 года в Сиднее — на предварительном квалификационном этапе метнула диск на 55,02 метра, чего оказалось недостаточно для выхода в финал.
В 2004 году вернулась на родину, была шестой на зимнем чемпионате России в Адлере и девятой на летнем чемпионате России в Туле.
В 2005 году выиграла серебряную медаль на зимнем чемпионате России по длинным метаниям в Адлере, в составе российской сборной заняла девятое место на Кубке Европы по зимним метаниям в Мерсине, превзошла всех соперниц на всероссийских соревнованиях в Сочи, стала пятой на Кубке Европы во Флоренции, второй на Мемориале братьев Знаменских в Казани, шестой на летнем чемпионате России в Туле.
В 2006 году получила серебро на всероссийских соревнованиях в Сочи, взяла бронзу на международном турнире в Стамбуле, была четвёртой на чемпионате России в Туле и шестой на Кубке России в Туле.
В 2007 году стала серебряной призёркой на зимнем чемпионате России в Адлере, заняла 13-е место на Кубке Европы по зимним метаниям в Ялте, отметилась победой на клубном чемпионате Турции в Измире. По окончании сезона завершила спортивную карьеру.
За выдающиеся спортивные результаты удостоена почётного звания «Мастер спорта России международного класса».
Впоследствии занимала должность заместителя директора Регионального центра спортивной подготовки по адаптивным видам спорта в Краснодаре.